# 葉錦福
葉錦福，AMN（Yap Kim Hock，1970年8月2日—），是一名馬來西亞退役男子羽球運動員，專攻男子雙打。出生於柔佛州麻坡。
葉錦福曾與不同的隊友搭檔，如陳金和（1989-1994年）和謝順吉（1995-2000年）。
他代表馬來西亞參加1996年亞特蘭大奧運會和2000年雪梨奧運會，與謝順吉一起參加羽球男子雙打項目。在1996年的亞特蘭大奧運會上，他們在第一輪比賽中輪空，第二輪擊敗中國的葛成和陶曉強，並在四分之一決賽中擊敗了韓國的河泰權和姜京珍。在決賽中，兩人以15比5、13比15和12比15輸給印尼的雷克西·邁納基和里奇·蘇巴吉亞。在2000年雪梨奧運會上，他們在第一輪贏了中國的陳其遒和余锦豪，不過第二輪便輸給韓國選手河泰權和金東文。

## 外部連結
- 葉錦福在世界羽球聯盟的登錄資料